# Locked (film)
Locked is een Amerikaanse thriller uit 2025, geregisseerd door David Yarovesky. De hoofdrollen worden vertolkt door Bill Skarsgård en Anthony Hopkins. De film is een remake van de Argentijnse film 4x4 uit 2019.

## Verhaal
Eddie Barrish, een autodief, stuit op een ontgrendelde luxe-SUV van het merk 'Dolus' (Latijn voor 'opzet') en merkt dat zodra hij ingestapt is, zichzelf opgesloten vindt. Hij wordt gebeld door de eigenaar, die besloten heeft om hem te straffen voor zijn diefstal. De auto is donker getint en geluiddicht, zodat voorbijgangers zijn hulpgeroep niet kunnen horen.

## Rolverdeling
| Acteur            | Personage      |
| ----------------- | -------------- |
| Bill Skarsgård    | Eddie Barrish  |
| Anthony Hopkins   | William Larsen |
| Ashley Cartwright | Sarah Barrish  |
| Michael Eklund    | Karl           |
| Navid Charkhi     | Butter         |

## Productie
De film is een remake van de Argentijnse actiethriller 4X4, met David Yarovesky als regisseur en geproduceerd door Ara Keshishian en Petr Jákl voor ZQ Entertainment en Sam Raimi en Zainab Azizi voor Raimi Productions. In februari 2023 werden de acteurs Anthony Hopkins en Glen Powell aan het project toegevoegd. Later werd onthuld dat Bill Skarsgård Powell verving.

## Release
Locked ging op 21 maart 2025 in première. De film kreeg gemengde kritieken van de filmcritici, met een score van 66% op Rotten Tomatoes, gebaseerd op 71 beoordelingen.